# Parcoblatta lata
Parcoblatta lata är en kackerlacksart som först beskrevs av Brunner von Wattenwyl 1865.  Parcoblatta lata ingår i släktet Parcoblatta och familjen småkackerlackor. Inga underarter finns listade i Catalogue of Life.